# دوري المحترفين الإيراني
دوري المحترفين الإيراني ورسمياً: دوري الخليج الفارسي للمحترفين (بالفارسية: لیگ برتر خلیج فارس)، المعروف سابقا ب‍‍دوري كرة القدم الإيراني الممتاز (لیگ برتر فوتبال ایران)، بطولة الدوري الرئيسية لـكرة القدم في إيران. بدأ دوري المحترفين الإيراني عام 2001 وكان يسمى قبل ذلك بكأس الأحرار دوري آزادغان (جام آزادگان) في إشارة إلى أسرى الحرب الإيرانية العراقية. في عام 2001 أعلن الاتحاد الإيراني عن تنظيم دوري المحترفين الإيراني.
منذ عام 2013، يضم الدوري 16 فريقًا. يتأهل الفائز والمركز الثاني من دوري المحترفين الإيراني وبطل كأس حذفي تلقائيًا إلى دور المجموعات بدوري أبطال آسيا. يتأهل المركز الثالث من دوري المحترفين الإيراني إلى الدور الفاصل في دوري أبطال آسيا. آخر فريقان في الدوري يهبطان إلى دوري آزادكان. في الماضي، تم تغيير شكل وعدد الفرق لعدة مرات. استقلال الایراني هو النادي الأكثر نجاحًا بدوري المحترفين الإيراني بستة ألقاب ومرتان وصيف ومرتان مركز ثالث. يحمل نادي برسبوليس أيضا لقب بطولة الدوري الإيراني بإجمالي 13 لقبا.ويعد فريق فولاذ أيضًا واحدًا من الفرق الثلاثة الكبرى في إيران بأربعة بطولات.

## دوري المحترفين الإيراني
| الموسم  | البطل           | الوصيف        |
| ------- | --------------- | ------------- |
| 2001–02 | برسبوليس        | استقلال طهران |
| 2002–03 | سباهان          | باس طهران     |
| 2003–04 | باس طهران       | استقلال طهران |
| 2004–05 | فولاد خوزستان   | ذوب آهن       |
| 2005–06 | استقلال طهران   | باس طهران     |
| 2006–07 | سايبا           | استقلال أهواز |
| 2007–08 | برسبوليس        | سباهان        |
| 2008–09 | استقلال طهران   | ذوب آهن       |
| 2009–10 | سباهان          | ذوب آهن       |
| 2010–11 | سباهان          | استقلال طهران |
| 2011–12 | سباهان          | تراكتور سازي  |
| 2012–13 | استقلال طهران   | تراكتور سازي  |
| 2013–14 | فولاد خوزستان   | برسبوليس      |
| 2014–15 | سباهان          | تراكتور سازي  |
| 2015–16 | استقلال خوزستان | برسبوليس      |
| 2016–17 | برسبوليس        | استقلال طهران |
| 2017–18 | برسبوليس        | ذوب آهن       |
| 2018–19 | برسبوليس        | سباهان        |
| 2019–20 | برسبوليس        | استقلال طهران |
| 2020–21 | برسبوليس        | سباهان        |

شهد موسم 2001-2002 بداية أول دوري احترافي لكرة القدم في إيران. ارتفعت مرتبات اللاعبين بشكل ملحوظ والإيجابيات الأخرى في الدوري هي ظهور فرق إقليمية وموهبة غير عادية يفتخر بها كل فريق من فرق دوري المحترفين الإيراني. أظهرت فرق مثل سباهان وفولاد خوزستان وذوب آهن واستقلال أهواز وتراكتور سازي تبريز أنهم قادرون على المنافسة، رغم أنهم لا يقيمون في طهران. يمكن أن يستمر الدوري في التحسن، ويأمل الكثيرون أن يساعد هذا الدوري كرة القدم الإيرانية، من حيث تحسين الجودة والسمعة.
في 12 أغسطس 2006، قرر الاتحاد الإيراني لكرة القدم تغيير اسم الدوري مرة أخرى. كان اسم الدوري في البداية كأس الخليج الفارسي والذي تغير لاحقًا إلى الاسم الحالي دوري الخليج الفارسي للمحترفين. تم القيام بذلك للترويج لاسم الخليج الفارسي، بدلاً من الاختلافات الكثيرة التي تستخدمها بعض الدول والمنظمات التي تزعم إيران أنها غير صحيحة. تم تغيير شعار الدوري أيضًا، حيث تم اختيار الفائز من بين أكثر من 130 تصميمًا وتم الكشف عنه في 14 نوفمبر 2006. استمروا في التحسن والثبات ببطء مما جعل الكثير من الناس ينتقدون أن الدوري يتراجع أحيانًا إلى الوراء. كان سايبا هو الفريق السادس الذي يفوز بالنسخة السادسة الجديدة من الدوري مما يعني أن 6 فرق مختلفة فازت بستة بطولات على التوالي. لكن في عام 2008، استعاد برسبوليس اللقب بعد 6 سنوات من الفوز الدرامي مرة أخرى منافسه سباهان في الدقيقة 96 من المباراة النهائية ليصبح أول فريق يفوز بلقبين في النسخة الجديدة من الدوري الإيراني. فعل الموسم التالي استقلال طهران نفس الشيء وفاز بالدوري للمرة الثانية في المباراة النهائية. ثم، سيطر سباهان على الدوري بالفوز باللقب في ثلاثة مواسم متتالية. يحمل سباهان سجل لقب بطولة دوري المحترفين الإيراني بأربعة ألقاب سابقة، وقد أضافوا مؤخرًا اللقب الخامس إلى كأس البطولة في بطولة موسم 2014–15. حالياً يعد نادي برسبوليس الأكثر تحقيقا للقب برصيد 6 مرات من دوري المحترفين أخرها بطولة موسم 2019–20.

## الأكثر تتويجاً
| النادي             | الفائز | الوصيف | مواسم الفوز |
| ------------------ | ------ | ------ | --- |
| برسبوليس           | 14     | 10     | 1971–72 , 1973–74, 1975–76 , 1995–96 , 1996–97 , 1998–99 , 1999–2000 , 2001–02 , 2007–08 , 2016–17, 2017–18 , 2018–19 , 2019–20 , 2020_21 |
| استقلال طهران      | 9      | 10     | 1970–71 , 1974–75 , 1989–90 , 1997–98 , 2000–01 , 2005–06 , 2008–09 , 2012–13 ,2021_22                                                    |
| نادي فولاد خوزستان | 5      | 5      | 1976–77 , 1977–78 , 1991–92 , 1992–93 , 2003–04                                                                                           |
| سباهان             | 5      | 2      | 2002–03 , 2009–10 , 2010–11 , 2011–12 , 2014–15                                                                                           |
| سايبا              | 3      | 0      | 1993–94 , 1994–95 , 2006–07 |
| باس طهران          | 4      | 3      | 2004–05 , 2013–14 |
| استقلال خوزستان    | 1      | 0      | 2015–16 |

## وصلات خارجية
- Iran Football League Organization